# Joan MacDonald
Elizabeth Joan MacDonald Maier, más conocida como Joan MacDonald (Chile, 20 de febrero de 1941), es una arquitecta chilena especializada en políticas habitacionales y urbanas, docente e investigadora universitaria.
En 2022 se convirtió en la primera mujer ganadora del Premio Nacional de Urbanismo de Chile

## Trayectoria
Joan MacDonald se graduó de la carrera de arquitectura en la Pontificia Universidad Católica de Chile en 1969. Su trayectoria académica dio inicio por los años 70, pero no fue hasta 1986 que ejerció como profesora titular en la Facultad de Arquitectura y Urbanismo de la Universidad de Chile, puesto que ocupó hasta 1996. Ese año, emigró hacia su alma mater, la Universidad Católica, donde impartió clases hasta 1999. Durante esa época, participó activamente en conferencias en universidades latinoamericanas y europeas.
Entre 1996 y 2006, además, fue docente del Programa de Capacitación Municipal en materias de gestión urbana y habitacional, promovido por la Corporación de Promoción Universitaria CPU; allí se desempeñó como coordinadora de área de Asentamientos Humanos 1994 y 2011.[cita requerida]
Fue el profesor Fernando Castillo Velasco el que le animó a emprender este camino que combina la teoría y la acción. [cita requerida] Entre 1990 y 1994, se convierte en la primera mujer en asumir el cargo de Subsecretaria de Vivienda y Urbanismo, durante el primer gobierno democrático posterior a la dictadura de Augusto Pinochet, en el mandato del presidente Patricio Aylwin Azócar, junto al ministro de Vivienda y Urbanismo, Alberto Etchegaray Aubry. Durante ese período, su preocupación estuvo orientada a mejorar el acceso a la vivienda. En 1997, en el gobierno de Eduardo Frei, fue directora del Servicio Metropolitano de Vivienda y Urbanización, dependiente del mismo Ministerio.
Entre 1995 y 2010 fue consultora de la División de Desarrollo Sostenible y Asentamientos Humanos de CEPAL, institución que junto a la Facultad de Arquitectura y Urbanismo de la Universidad de Chile y el Ministerio de Vivienda y Urbanismo, promovió el curso de especialización postítulo en Asentamientos Humanos del que ella fue la directora ejecutiva.[cita requerida]
Ha sido presidenta del Servicio Latinoamericano, Africano y Asiático de Vivienda Popular SELAVIP, entidad a la que ha estado vinculada desde 1998 y que apoya cada año más de 60 proyectos de vivienda y desarrollo urbano en las ciudades del mundo en desarrollo. En SELAVIP propone al Directorio estrategias generales a seguir en la selección de proyectos, pone en marcha procedimientos operativos y representa a SELAVIP en el nivel mundial y regional.
En su escrito "Ciudad, Pobreza, Tugurio" evidencia compromiso con la entidad de la que está a cargo:
El potencial que tienen los pobres para aportar a la construcción de mejores ciudades en nuestros países, y a renovar algunas premisas que han fundamentado las políticas convencionales en relación con la pobreza urbana y la precariedad del alojamiento."
Trabaja en estrecha colaboración con el fundador de la entidad, el Padre jesuita, Josse van der Rest. Con el fin de dar seguimiento directo a los proyectos en todas las regiones, ella visita de manera permanente a los países del mundo en desarrollo. En esas ocasiones comparte experiencias con los colaboradores locales para enfrentar nuevos desafíos y mejorar el trabajo de SELAVIP. Joan MacDonald propone una redefinición de la profesión del arquitecto, cuyos clientes deberían ser los 1000 millones de personas de pobres que requieren soluciones para habitar.
Actualmente se desempeña como académica de MIDA (Máster Integrado de diseño arquitectónico) de la Escuela de Arquitectura de la Universidad de Santiago de Chile (Usach).

## Investigaciones
Joan MacDonald realizó investigaciones, asesorías y consultorías para diversas instituciones entre las que se destacan el estudio Análisis de la Vivienda Mínima Popular en Chile para la UNESCO (1980) o también su trabajo como investigadora responsable de proyectos aprobados en FONDECYT (Fondo Nacional de Desarrollo Científico y Tecnológico) como Dotación Inicial Óptima de Bienes y Servicios Habitacionales, Área Urbana de Santiago (1984); Deficiencias Habitacionales en Santiago Urbano: Un Nuevo Enfoque de su Apreciación (1986); Vivienda (1988) o diversos trabajos para la CEPAL, entre los que cabe destacar Evaluación de Experiencias y Programas Desarrollados en América Latina y El Caribe para aliviar la pobreza urbana y la precariedad habitacional (2005).

## Obras
Ha publicado más de treinta de documentos y libros, entre los que se destacan:
- El Mejoramiento de Barrios en el Marco de la Gestión Urbana, Serie Cuaderno de Análisis de PROMESHA- Programa de Cooperación Sueca en Guatemala, 2009.
- Desarrollo Sostenible de los Asentamientos Humanos: Logros y Desafíos de las Políticas de Vivienda y Desarrollo Urbano en América Latina y El Caribe con Daniela Simioni y otros, Naciones Unidas, CEPAL, Serie Medio Ambiente y Desarrollo, n.º 7, 1998
- Incorporación de Indicadores de Género en los Programas Habitacionales del MINVU, con otros, en Boletín N.º 34 de Instituto de la Vivienda de la Facultad de Arquitectura y Urbanismo de la Universidad de Chile, 1998
- ¿Cuántas Casas Faltan? El Déficit a Nivel Nacional y Regional, Corporación de Promoción Universitaria, Santiago, 1994
- Ciudad y Vivienda en el Censo de 1992 – Análisis de las Comunas del Gran Santiago con Verónica Botteselle y Camilo Arriagada, Ministerio de Vivienda y Urbanismo, Santiago, 1993
- Gestión del Desarrollo Social Chileno – el primer año del Gobierno Democrático 1990-1991, con otros, Corporación de Promoción Universitaria, 1992
- Vivienda Progresiva, Corporación de Promoción Universitaria, Santiago, 1987

## Reconocimientos
En 2001 recibió el Premio Nacional a la Trayectoria Académica, otorgado por el Colegio de Arquitectos de Chile y en 2003 el Premio Nacional al Arquitecto de destacada trayectoria humanista, Universidad de la República, Chile.
En 2011 fue nombrada Doctora Honoris Causa por la Universidad Católica de Córdoba (Argentina).
En 2014 se le entrega reconocimiento como Profesional destacado de la Arquitectura por la Escuela de Arquitectura de la Universidad de Santiago de Chile.
En 2022 recibió el Premio Nacional de Urbanismo de Chile, convirtiéndose en la primera mujer en obtenerlo en sus siete ediciones